# Erik Andersson i Ljunga
Erik Andersson (i riksdagen kallad Andersson i Ljunga), född 19 maj 1785 i Överselö socken, död 19 maj 1831 i Överselö socken, var en svensk riksdagsman i bondeståndet.
Andersson företrädde Selebo och Daga härader av Södermanlands län vid den urtima riksdagen 1817–1818. Han var då ledamot i bondeståndets enskilda besvärsutskott och suppleant i statsutskottet.